# Test de la page 99

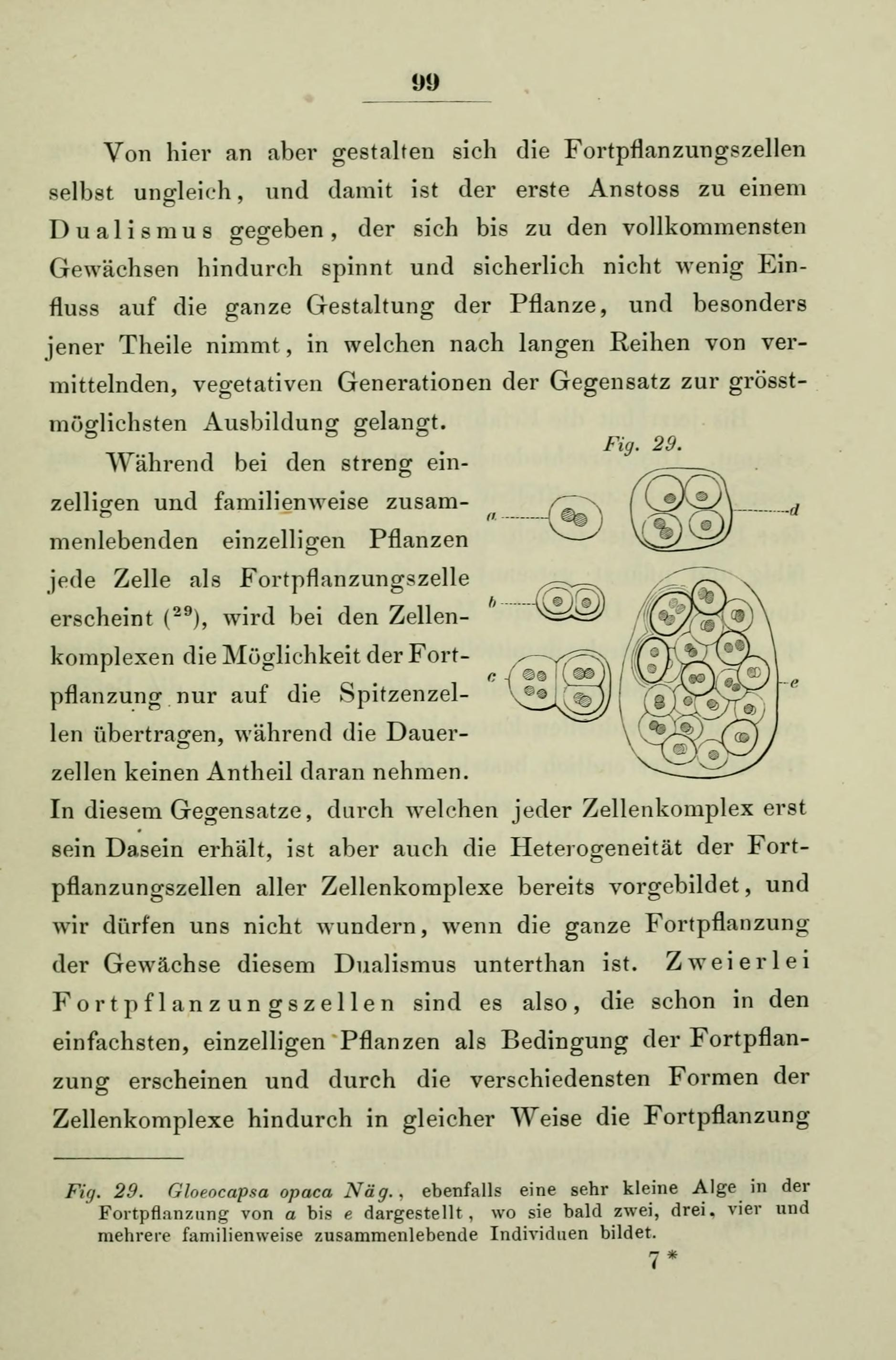
Page 99 du Botanische Briefe de Franz Unger.

Le test de la page 99 est une théorie développée par l'écrivain et éditeur anglais Ford Madox Ford selon laquelle la lecture de la 99e page d'un roman serait suffisante pour évaluer l'envie de lire ou non le livre.

## Principe
Selon Ford Madox Ford, à la page 99, qui se situe habituellement vers le quart ou le tiers d'un roman, les personnages et l'intrigue sont en place et le rythme et l'équilibre installés permettent au futur lecteur de juger s'il a envie ou non de lire l'ouvrage.

## Applications
Entre 2012 et 2016, le magazine L'Express a publié une chronique littéraire intitulée Les tests de la page 99 et basée notamment sur une analyse de la page 99 des ouvrages présentés.
Deux prix littéraires français basés sur le même principe récompensent respectivement les pages 111 et 112 des romans.